# Gendarmerie sous la Révolution
La maréchaussée royale était responsable du maintien de l'ordre dans le royaume de France sous l'Ancien Régime. Le 16 février 1791 constitue la naissance de la gendarmerie nationale qui est l'héritière de l'ancienne maréchaussée. Elle est définitivement intégrée à l'armée, elle agit comme une force de maintien de l'ordre et elle gagne en crédibilité lorsqu'elle traque les brigands. 
La gendarmerie nationale est chargée de maintenir l'ordre sur tout le territoire français. En 1790, elle est divisée en 28 divisions et en 1792, en légions ; 1 560 brigades de 5 hommes sont réparties sur tout le territoire.
Les gendarmes nationaux doivent être obligatoirement issus des troupes de ligne, être âgés au minimum de vingt-cinq ans, savoir lire et écrire.
Les gendarmes sont assermentés.

## Gendarmerie départementale
La loi du 28 germinal an VI (17 avril 1798) définit les attributions de la gendarmerie départementale.

## Gendarmes nationaux
En 1792, est créé un petit groupe de gendarmes nationaux à cheval qui a pour tâche de soutenir les armées dans l'exécution des jugements des tribunaux militaires.

## Gendarmerie parisienne
Il existe dans Paris une gendarmerie des tribunaux, composée de 2 compagnies de 360 hommes chacune. Elle est responsable du bon fonctionnement du service des tribunaux, de la garde des prisons, du transfert des prisonniers. Le corps de la gendarmerie des tribunaux est dissous en 1795.
Pour la sécurité de la Représentation nationale, une gendarmerie servant "ci devant la Convention" est créée. Unité d'élite, elle se compose de grenadiers-gendarmes.
Ce sont les gendarmes de la 29e division de gendarmerie, en poste également à Paris qui procèdent à l'arrestation de Maximilien de Robespierre et des robespierristes à l'hôtel de ville, le 9 thermidor an II (27 juillet 1794).

### Liens connexes
- Police montée
- Gendarmerie nationale (France)